# 大牟田市立病院

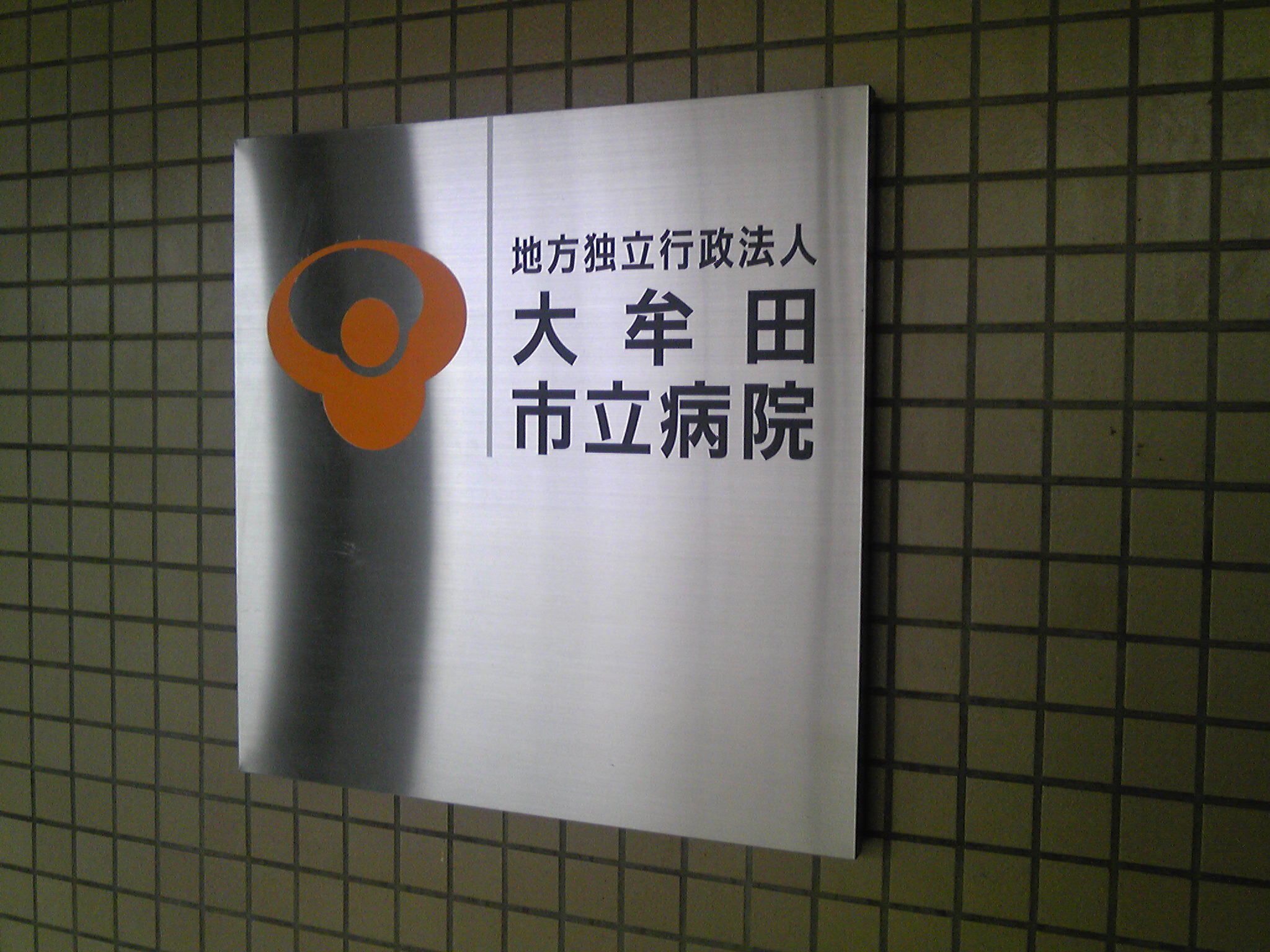
正面入口に設置された看板

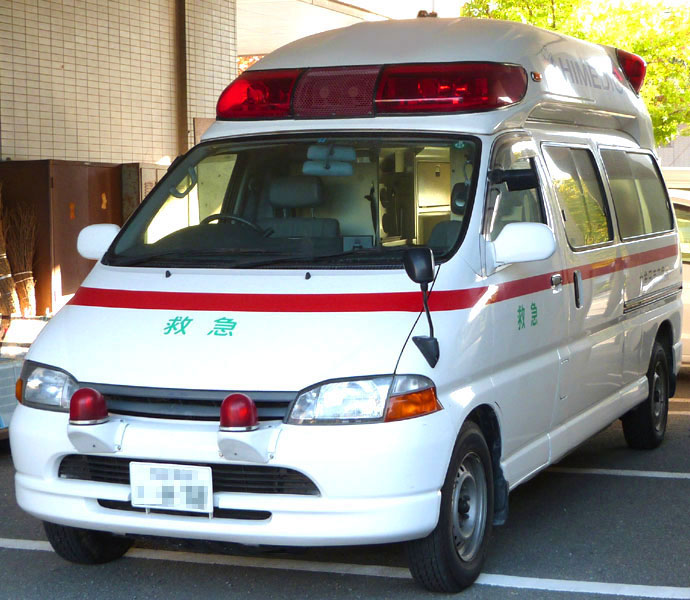
大牟田市消防本部から譲り受けた救急車

地方独立行政法人大牟田市立病院（ちほうどくりつぎょうせいほうじんおおむたしりつびょういん）は、福岡県大牟田市宝坂町に所在し地方独立行政法人大牟田市立病院が運営する病院である。
また、本項では、当病院に併設し西鉄バス大牟田が設置している「大牟田市立病院バス停」についても記述する。

## 沿革
- 1937年6月 - 有明町に仮診療所を開設（名称：大牟田市診療所）。
- 1941年3月 - 宝坂町診療所開設（19床）。
- 1945年8月 - 宝坂町診療所は太平洋戦争による空襲により焼失し、駛馬町、諏訪町、小浜町、宝坂町に転々と仮診療所を開設。
- 1950年8月 - 不知火町に国民健康保険直営診療施設として大牟田市立病院を開設（73床）。
- 1952年4月 - 社会保険病院を併置。
- 1961年3月 - 社会保険病院を買収、269床の公的総合病院となる。
- 1964年3月 - 厚生年金保険積立金還元融資を受け、3か年計画により増改築を実施。
- 1965年11月 - 3か年計画による増改築事業完成、病床数338床となる。
- 1979年5月 - 西７階病棟の増築。
- 1985年3月 - 臨床研修病院として厚生大臣指定を受ける。
- 1986年11月 - 自治体立優良病院として自治大臣表彰を受賞。
- 1987年5月 - 救急病院の告示。
- 1990年3月 - 現在地への移転新築用地確定。
- 1991年10月 - 移転新築用地を大牟田市土地開発公社から購入。
- 1992年3月 - 移転新築工事に伴う基本設計完了。
- 1995年1月 - 移転新築工事完成。
- 1995年5月 - 総合病院名称の許可を受け、大牟田市立総合病院と改称、開院（不知火町3丁目3番地から宝坂町2丁目19番地1へ移転）。338床を400床に増床。
- 1999年3月 -  大牟田市立病院ニュース「たからざか」を発刊。
- 1999年5月 - 災害拠点病院の指定を受ける。
- 2007年4月 - 大牟田市立総合病院経営形態検討委員会を設置。
- 2007年10月 - 大牟田市立総合病院経営形態検討委員会から答申を受ける。
- 2009年3月 - 地方独立行政法人大牟田市立病院の定款について議会の承認を得る。
- 2010年4月 - 地方独立行政法人による運営へ移行、地方独立行政法人大牟田市立病院となる。

## 診療科
- 内科
- 消化器内科
- 内視鏡内科
- 内分泌・代謝内科
- 腎臓内科・腎センター
- 精神科
- 小児科
- 外科･腫瘍外科
- 血管外科
- 整形外科
- 形成外科
- 脳神経外科･脳卒中センター
- 皮膚科
- 泌尿器科
- 産婦人科
- 助産師外来
- 眼科
- 耳鼻咽喉科
- 放射線治療科
- 麻酔科
- 病理診断科

## アクセス
- JR鹿児島本線・西鉄天神大牟田線大牟田駅より徒歩15分
- 西鉄バス大牟田大牟田市立病院バス停下車すぐ

### 大牟田市立病院バス停
大牟田市立病院バス停留所は、当病院の玄関前にある西鉄バス大牟田のバス停である。
病院の移転新築時に「市立総合病院」としてバス停の設置及びバス路線の経路変更が行われ、2016年4月1日に当バス停の名称が「大牟田市立病院」へ変更された。なお、移転する前の病院の近くにあった「市立病院前」バス停は、「警察署前」（バス停の表記及び車内案内放送は「警察署前・カルタ記念館」）に名称が変更されている。
現在の運行系統は以下のとおり。なお、バス停の新設当時は当時の大牟田交通（現在の25番及び55番）のみが乗り入れていた。
- ■ 1　警察署前・西鉄大牟田営業所方面
- ■ 7-1　延命公園・動物園前・西鉄大牟田営業所方面
- ■ 10　大牟田駅前・八尻町・米の山・普光寺方面
- ■ 18　大牟田駅前・新栄町・手鎌 ・黒崎団地方面
- ■ 25　大牟田駅前・上町・勝立・庄山方面
- ■ 55　大牟田駅前・通町・長溝町・田隈・吉野・新大牟田駅前・南関町役場方面
- ■ 57 （吉野循環）　大牟田駅前・草木・橘交差点・吉野・大牟田病院前方面